# Neal Schon
Neal Schon (Oklahoma City, 27 febbraio 1954) è un chitarrista statunitense.

## Biografia
È il chitarrista del gruppo musicale Journey. In passato ha militato anche nei Bad English e negli Hardline. Divenne noto al grande pubblico già durante gli anni settanta, come secondo chitarrista di Carlos Santana ('71-'72), all'età di appena 17 anni.
Nato a Tinker Air Force Base, Oklahoma, figlio di Matthew e Barbara Schon, ha origini tedesche e italiane

: il nonno materno era originario di Fossato, un paese in provincia di Reggio Calabria, ed infatti nei ringraziamenti finali degli album Neal menziona, tra gli altri, anche la famiglia materna, i Gullì.

## Strumentazione
Neal Schon utilizza primariamente chitarre Gibson Les Paul. È stato inoltre personalmente direttore di produzione e il finanziamento del brand chitarristico Schon Guitars, nato dalla collaborazione con la Jackson.
Nell'album del 2011 Eclipse dei Journey mostra di utilizzare chitarre PRS.
Da sempre utilizzatore di amplificatori Marshall, è diventato endorser ufficiale della compagnia Blackstar Amplification e suona una testata Blackstar Series One 100 W.

## Discografia

### Santana
- 1971 - Santana III
- 1972 - Caravanserai

### Journey
- 1975 - Journey
- 1976 - Look Into The Future
- 1977 - Next
- 1978 - Infinity
- 1979 - Evolution
- 1980 - In The Beginning (antologia)
- 1981 - Departure
- 1981 - Dream After Dream
- 1981 - Captured (live)
- 1981 - Escape
- 1983 - Frontiers
- 1986 - Raised On Radio
- 1988 - Greatest Hits
- 1996 - Trial By Fire
- 1997 - Greatest Hits Live
- 2001 - The Journey Continues (antologia)
- 2001 - Arrival
- 2001 - The Essential Journey (antologia)
- 2002 - Red 13 (mini)
- 2005 - Generations
- 2008 - Revelation
- 2011 - Eclipse
- 2022 - Freedom

### Bad English
- 1989 - Bad English
- 1991 - Backlash

### Hardline
- 1992 - Double Eclipse

### Abraxas Pool
- 1997 - Abraxas Pool

### Solista
- 1981 - Untold Passion - Schon & Hammer
- 1982 - Here to Stay - Schon & Hammer
- 1989 - Late Nite
- 1995 - Beyond the Thunder
- 1997 - Electric World
- 1998 - Piranha Blues
- 1998 - Neal Schon & Jan Hammer Collection: No More Lies
- 2001 - Voice
- 2005 - I on U
- 2012 - The Calling
- 2020 - Universe